# کادینی دی میسورینا
کادینی دی میسورینا (به ایتالیایی: Cadini di Misurina) یک رشته‌کوه در ایتالیا است که در ونتو واقع شده‌است.